# Sabha, Libia
Sabha (arabă سبها Sabhā) este un oraș în Libia.